# リュビシャ・ミロイェヴィッチ
リュビシャ・ミロイェヴィッチ（セルビア語: Љубиша Милојевић, ラテン文字転写: Ljubiša Milojević、1967年4月7日 - ）は、セルビア（旧ユーゴスラビア）の元サッカー選手、サッカー指導者。ポジションはフォワード。

## タイトル

### レッドスター・ベオグラード
- ユーゴスラビア・プルヴァ・リーガ：1990-91
- UEFAチャンピオンズカップ：1990-91